# Renault 14

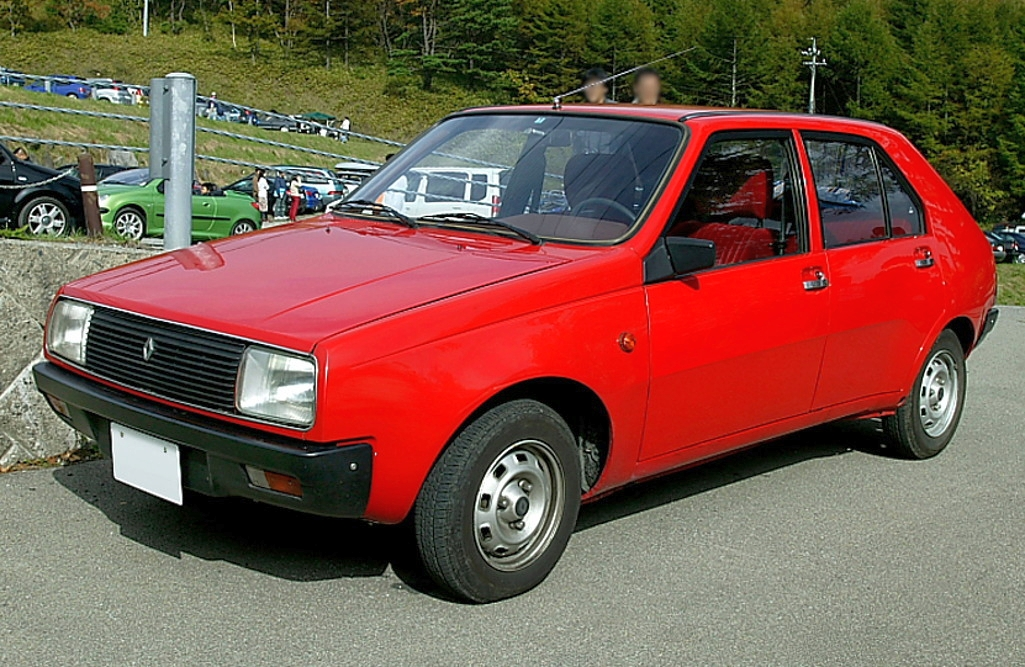
Renault 14 TL

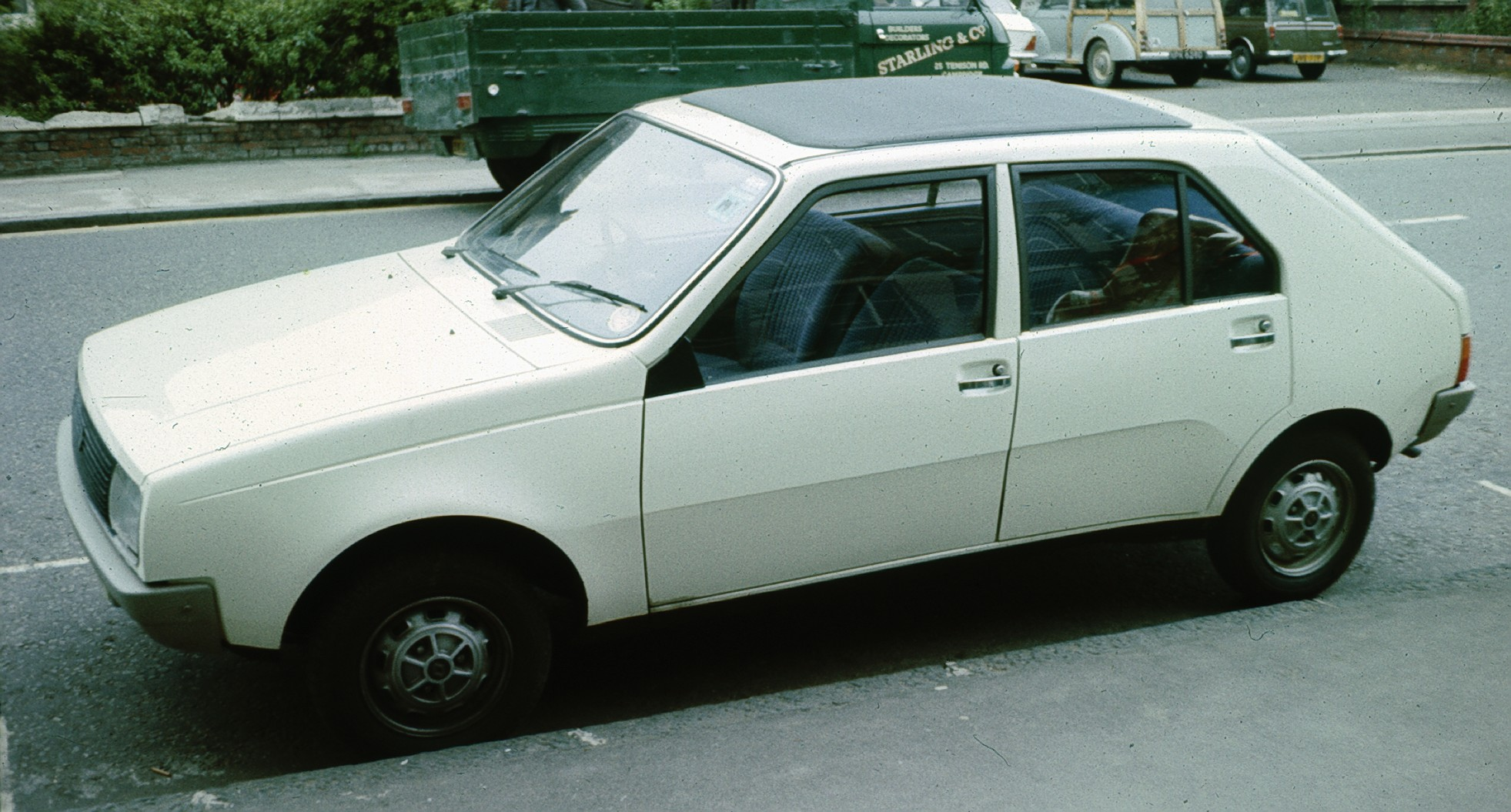
Renault 14 L

Renault 14 presenterades 1976 som "Åttiotalets första bil" Bilen var även ett samarbete med PSA Peugeot Citroën. Den introducerades i Sverige under våren 1977.
1983 ersattes modellen av Renault 9 och Renault 11.